# حفیظ‌آباد (زاوه)
حفیظ آباد روستایی در دهستان زاوه بخش مرکزی شهرستان زاوه استان خراسان رضوی ایران است. بر پایه سرشماری عمومی نفوس و مسکن در سال ۱۳۹۰ جمعیت این روستا ۹۲ نفر (در ۲۷ خانوار) بوده است. این روستا در سال 1398 جمعیت آن 61 نفر است